# 柳家三之助
柳家 三之助（やなぎや さんのすけ、1973年5月1日 - ）は、落語協会所属の落語家。十代目柳家小三治の9番目の弟子。千葉県銚子市出身。本名∶溝口 博之。出囃子は『都鳥』。紋は『変わり羽団扇』又は『五瓜に雲上機』（オリジナル）。

## 経歴
1973年5月、東京都に生まれ千葉県銚子市で育つ。1986年3月、銚子市立清水小学校卒業。1989年3月、波崎町立波崎第四中学校卒業。1992年3月、銚子市立銚子高等学校卒業。一貫して帰宅部・文化部畑を歩む。小学校では器楽部、中学校では吹奏楽部、高校時代には吹奏楽部を掛け持ちしながら演劇部に所属し、長く休眠状態だった同部を二年連続県大会出場へと導いたが、県大会にてそのレベルの違いに愕然とした。小学生時代に水泳部と駅伝部に所属したことがあるが、公式の記録からは抹消されているようである。大学入学と同時に新聞奨学生として二年間の経験を積むが、通常の学生のようなサークル活動が不可能であったために、主に飲酒と観劇、寄席見物などをしていた。大学生活の後半二年は、DTPオペレータとして出力センターでアルバイトをしながら生計を立てる。この経験を生かし、デザインや印刷・製版の知識で現在自身のものだけでなく、多数の落語会においてチラシその他の広告製作を手がけている。
1995年9月、十代目柳家小三治に入門。1996年3月に上智大学経済学部経営学科を卒業し、5月より前座名「柳家小ざる」を名乗る。1996年6月、鈴本演芸場にて前座として楽屋入り。以後都内各寄席にて修行をする。また、紀伊国屋寄席・TBS落語研究会などのホール落語のほか、日本演芸若手研精会の前座を勤めた。
1999年11月、三遊亭窓輝、春風亭あ太郎と共に二ツ目に昇進し「柳家三之助」と改名する。二ツ目昇進後は、各地での落語会、寄席への出演を精力的に行う。
2010年3月、桂文ぶん、三遊亭窓輝、三代目桂文雀と共に真打昇進。6月上席に鈴本演芸場にてトリを務める。真打昇進後からの最短記録。同年、銚子市ふるさと大使に任命される。2014年8月にはこれまでのインターネットを用いた広報活動を一つにまとめ、顧客の利便性を向上させる目的でスマホアプリを公開した。アプリ利用者だけのコンテンツや会員制度、落語会の来場に応じたポイント付与などの機能がある。
2020年初頭からの新型コロナウイルス拡大下において、落語会の大幅な開催制限が行われるなかで落語会の収録・編集・配信をワンオペレーションにてはじめる。自身のホームページでの視聴権販売のほか「サンノスクリプション」と題した月額有料購読サービスを2021年8月より開始し、動画の見放題や落語会チケットの提供などの総合的な取り組みを行っている。2021年1月に神栖市PR大使に任命される。

## 活動
基本的には古典落語を演じるが、2013年1月8日にPodcastのリスナーと勢いで約束してしまった新作落語の上演を強行した。演目は三遊亭天どん作の「巣鴨の噂」でそれ以降新作落語を上演することはなかったが、2020年12月8日のプリモ落語会「三之助・夢丸二人会」で、夢丸江戸噺の一つである「小桜」を初演している。
落語協会ホームページ副委員長として約15年に渡りインターネットと落語界との関わり合い方を模索してきた。第1回の2000年から企画制作に関わり、2006年6月より「落語協会インターネット落語会」のナビゲーターを林家ぼたんらとともに務めた。2006年7月よりアットネットホーム会員専用コンテンツにおいて、落語などの動画コンテンツや、趣味の写真を添えたコラムなどを発信する「柳家三之助ラク語旅」を開始、その後2006年11月よりYahoo!インターネット検定において落語「通」検定の企画・問題作成・公式テキストの執筆を行った。また、変わったところでは2012年に制定された落語協会公認キャラクター「はなしか」の企画にも参加した。2015年3月末日に落語協会の方針変更により、落語協会ホームページの運営任務を辞任。
落語協会の公式行事となった圓朝まつりの実行委員として広報活動に従事、若手二ツ目の会の広報活動なども得意のコンピュータを駆使して助力していた。
趣味の「旅客機好き」が高じて平成18年1月25日に「オールフライトニッポン」、平成20年10月24日にその続編となる「ANAの女性たち オールフライトニッポン2」（ともに風濤社）を出版。プロのパイロットや整備士、CAなどから引き出したマニアックな話を、誰にでも楽しめるようにまとめた内容が、インターネット上や、各種雑誌（「本の雑誌」にて紹介された）にて評判を呼び、書店でのトークショーも各地で行われた。
平成19年7月29日より千葉県芝山町の航空科学博物館にて本業の落語と「やさしい航空のはなし」を組み合わせた「航空寄席」を毎年1回開催。平成21年8月29日から定期会として中部国際空港セントレアホールにて「セントレア寄席」もスタートし、わざわざ成田国際空港から、セントレアまで飛行機で駆けつけるなど、趣味と実益を兼ねた活動を広げている。貯めたマイレージは主に地方公演の交通費を観客に負担させないための特典航空券取得のために使用してしまっている。2015年ごろから熱心なファン・ご贔屓のことを「PAX（パックス）」（搭乗者の意味）、落語会のことを「FLT（フライト）」と呼ぶようになったが、定着しなかった。
2004年に始まった自身の独演会「三之助をみたかい？」は規模よりもその継続性や生の高座の醍醐味を伝えることに重きを置いている。また、各地の落語ファンにより「三之助をみたかい？in ○○」としてまずは札幌市から広がり始め、現在では国内外19ヶ所に増えている。この公演は地元の落語好きが独自に企画運営をしているので、出演者は同じでも各地で様々な特色のある落語会となっており、札幌のように東京と同じ開催頻度（隔月）となっているものもある。また「三之助をみたかい？」から派生した独演会も群馬県高崎市・宮崎県日南市・福岡県糸島市など各地に生まれ、2016年現在の最新のものとしてマレーシア・プタリン・ジャヤで、国内では北海道余市町や愛知県名古屋市、鹿児島県鹿児島市でも落語会を始動させている。初の海外公演としては2015年3月21日にタンザニア・ダルエスサラームにて現地邦人のための独演会がある。
2020年初頭からはじまったいわゆる「コロナ禍」でほとんどの落語会は停止・中断を余儀なくされたが、Podcastの配信やYouTubeチャンネルを本格的に始動し、動画やライブ配信をスタート。ワンオペで撮影と編集をこなす日々のVlog的なコンテンツや落語の収録を重ねて、月額課金のサブスクリプションサービスとして「サンノスクリプション」を開始、ファンとの距離を保つための努力を続けていた。

### 落語会
- 三之助をみたかい？in 東京（2004年より年6回程度。他の場所での開催が増えたため、2011年2月開催より「in 東京」となった）
- 三之助をみたかい？in 札幌（2008年より年6回程度）
- 三之助をみたかい？in 稚内（2010年より年1回程度）
- 三之助をみたかい？in 神栖（2010年より年2回程度）
- 三之助をみたかい？in 室蘭（2011年より年3回程度）
- 三之助をみたかい？in 宮崎（2012年より年2回程度）
- 三之助をみたかい？in 松本（2012年より年3回程度）
- 三之助をみたかい？in 函館（2013年より年2回程度）
- 三之助をみたかい？in 薩摩川内（2013年より年2回程度・in 鹿児島より2016年に改称）
- 三之助をみたかい？in BKK（2015年3月より）
- 三之助をみたかい？in 余市（2016年2月より年2回程度）
- 三之助をみたかい？in MYS（マレーシア プタリン・ジャヤ、2016年9月より年2回程度）
- 三之助をみたかい？in 名古屋（2016年11月から）
- 三之助をみたかい？in 谷山（鹿児島市・2016年12月から）
- 三之助をみたかい？in 帯広（2023年10月から）
- 三之助をみたかい？in 青森（2024年10月から）
- 三之助をみたかい？in 釧路（2025年8月から）
- 三之助三昧（2011年より群馬県高崎市にて年3回程度）
- 三之助いと愉会！（2012年より福岡県糸島市にて年2回程度）
- プリモ落語会（2012年より東京都目黒区にて年4回）
- 岩村寄席（2021年より岐阜県恵那市にて年2回程度）
- 房総座（2010年より千葉県立房総のむらにて年1回出演）
- 西が丘落語会（2004年より年2回）
- 神保町らくごカフェ・らくごカフェに火曜会OB会（2013年より・不定期出演）
- 航空寄席（2007年より航空科学博物館年1回）
- 鶴ヶ峰寄席（2004年より月1回）レギュラー出演者桃月庵白酒、三遊亭ときんらと交互出演

#### 終了したもの
- 三本締めの会（2000年より不定期開催）
- 北二寄席（2003年より年2回）
- 桜田落語会（2007年より年6回）真打昇進とともに卒業
- 日本演芸若手研精会（2000年より月1回）真打昇進とともに卒業
- てうし寄席（2003年年2回）真打昇進とともに終了
- 新橋レッドペッパー・火曜寄席（2000年より週1回のレギュラー）2004年に終了
- 神保町らくごカフェ・らくごカフェに火曜会（2009年より）2013年に卒業
- イオンシネマ寄席 柳家三之助の会（2012年より千葉県銚子市にて）2013年に終了
- 馬吉と三之助の（2008年より）2016年に終了
- せんのは落語会（2008年より国立演芸場）2017年に10回目の区切りで終了
- 三之助をみたかい？in 福岡（2009年より年3回程度）2018年現在 休止中
- 院内寄席（2012年より2015年まで北海道室蘭市製鉄記念室蘭病院にて年2回程度）
- 三之助にちなんで！（2012年より宮崎県日南市にて年2回程度）
- セントレア寄席（2009年より2019年まで中部国際空港にて全21回開催）
- 狸寄席（2013年より北海道札幌市にて年4回程度）
- 駒沢ひろの亭寄席（2001年より年4回程度）

二ツ目時代から寄席囃子の笛吹きとしてTBS落語研究会、朝日名人会、ビクター落語会（ビクターエンタテインメント）や寄席の披露興行にて演奏。各種媒体での録音も多数ある。

## 芸歴
- 1995年9月 - 十代目柳家小三治に入門。
- 1996年5月 - 前座となる、前座名「小ざる」。
- 1999年11月 - 二ツ目昇進、「三之助」と改名。
- 2010年3月 - 真打昇進。

## メディア

### 出演

#### テレビ
- 1998年（平成10年）  「お台場寄席」フジテレビ
- 2007年（平成19年）〜「早春落語会・生中継」J:COMさいたま
- 2007年（平成19年）〜 「てれび絵本・えほん寄席」NHK教育 出演とお囃子（笛）
- 2007年（平成19年）  「らくごくら」スカイ・A
- 2008年（平成20年）〜 「三之助の笑顔いっぱい とっておきの品川」ケーブルテレビ品川 品川区民チャンネル
- 2010年（平成22年）  「ハイビジョン特集・羽田空港 AtoZ」NHKデジタル衛星ハイビジョン
- 2010年（平成22年）  「浅草お茶の間寄席」千葉テレビ放送
- 2010年（平成22年）  「TokYo,Boy〜東京都広報番組〜『羽田空港へ行こう』」東京メトロポリタンテレビジョン
- 2011年（平成23年）  「やじうまテレビ!『旬感ランキング・羽田最新スイーツ』」テレビ朝日
- 2012年（平成24年）  「寄席チャンネル」でのレギュラー番組『落語ビギナーズ』『インターネット落語会＠寄席チャンネル』」スカパー!など
- 2013年（平成25年）  「柳家喬太郎のようこそ芸賓館」日本BS放送
- 2021年（令和03年）  「ザ・ヒューマン 止まらない男 〜噺（はなし）家 柳家小三治」NHKBSプレミアム

#### ラジオ
- 2006年（平成18年） ブリヂストンタイヤ「プレイズ」ラジオCM J-WAVE
- 2007年（平成19年） ブリヂストンタイヤ「プレイズ」ラジオCM J-WAVE
- 2007年（平成19年） 新光証券資産運用ラップ「Long・AP」ラジオCM OTTAVA
- 2008年（平成20年） NHKラジオ第1放送 おしゃべりクイズ 疑問の館
- 2009年（平成21年） 文化放送 浜美枝のいつかあなたと ゲスト出演
- 2011年（平成23年）〜落語協会 ラジオ復興寄席 ※東北各地のコミュニティーFMにてボランティア放送
- 2013年（平成25年） エフエム北海道 Air-G' 「brilliant days」ゲスト出演
- 2014年（平成26年） エフエム北海道 Air-G' 「brilliant days」ゲスト出演
- 2016年（平成28年） 中部日本放送・CBCラジオ 「歌武蔵の週刊らじちゃんこ」ゲスト出演
- 2016年（平成28年） MBC南日本放送 「たけまる商店・営業中」ゲスト出演

地方公演の際にはコミュニティーFM等へも出演している。

#### インターネット
- 2006年（平成18年）〜 2008年（平成20年） インプレスTV インターネット落語会 ナビゲータ・出演
- 2006年（平成18年）〜 2008年（平成20年） Yahoo! JAPAN・Yahoo!動画「インターネット落語会」出演
- 2006年（平成18年）〜 2009年（平成20年） ニフティ ココログポッドキャスティング「にふ亭 ぽっどきゃすてぃんぐ落語」出演
- 2006年（平成18年）  アットネットホーム会員用コンテンツ 柳家三之助ラク語旅 写真・執筆・落語コンテンツ
- 2006年（平成18年）  フジテレビ・フジポッド「お台場寄席」出演
- 2006年（平成18年） Yahoo!インターネット検定・落語「通」検定 企画・問題作成
- 2007年（平成19年）〜 2009年（平成21年） 日経BP社・nikkei BPnet「セカンドステージ」内コラム 噺家・柳家三之助の「落語の世界へようこそ」執筆
- 2008年（平成20年）  北海道テレビ放送 「On!Line Podcast KISSA」出演
- 2008年（平成20年）  ぷらら ・ひかりTVナビ「東京落語散歩」出演
- 2008年（平成20年）〜 2009年（平成21年） So-net 「みんなのテレビ」落語協会インターネット落語会 ナビゲータ・出演
- 2009年（平成21年）〜 2015年（平成27年） YouTube 落語協会インターネット落語会 ナビゲータ・出演
- 2013年（平成25年）  札幌発のWebメディア「札幌人図鑑」出演
- 2020年（令和02年）  自身のウェブサイトにて各種落語会の有料動画配信を開始

#### 新聞
- 2001年（平成13年） 日刊スポーツ「寄席」欄
- 2002年（平成14年） 毎日新聞「圓朝まつりのハイテク落語家」
- 2005年（平成17年） ふれあい毎日「千葉県出身の噺家特集」
- 2006年（平成18年） 東京新聞「Show 笑芸人」欄
- 2006年（平成18年） 東京新聞「放送&芸能」欄
- 2011年（平成23年） 北海道新聞夕刊土曜版・週刊フムフム
- 2013年（平成25年） 毎日新聞朝刊千葉県版・あした輝く:ちばRookies
- 2013年（平成25年） 北海道新聞朝刊・ひと2013

#### 雑誌
- 2000年（平成12年） 「CD-ROM Fan」仕事場拝見 毎日コミュニケーションズ社
- 2005年（平成17年） 「男の隠れ家」噺家と行く鉄道の旅 アイデアライフ社
- 2006年（平成18年） 「月刊エアライン」今月の顔 イカロス出版
- 2006年（平成18年） 「航空無線ハンドブック」実録エアバンドライフ・Contact Airband Listener イカロス出版 書籍情報: ISBN 4-87149-860-3
- 2010年（平成22年） 「GoodsPress」特集・モバイル大革命 徳間書店
- 2012年（平成24年） 「旅客機と空港のすべて」旅客機・航空ファンインタビュー JTBパブリッシング 書籍情報: ISBN 978-4533085239
- 2018年（平成30年） 「十代目 柳家小三治」別冊太陽スペシャル 平凡社 書籍情報: ISBN 978-4582945874

#### 映画
- 『深海獣レイゴー』戦艦大和砲兵役
- 『落語物語』招喜家猫助役

#### イベント
- 2011年（平成23年） ドスパラ主催のブレスカンファレンス『ドスパラPC』発表会に川村ゆきえ、ショーンKとともに出演
- 2012年（平成24年） 中部国際空港でのトークイベント『上から目線の空の旅』に秋本俊二、パラダイス山元とともに出演

#### その他
- 2006年（平成18年） 「小沢昭一的新宿末廣亭十夜」小沢昭一著（講談社）書籍情報: ISBN 4-06213-478-0 の巻頭写真を撮影
- 2008年（平成20年） 航空科学博物館ニュース「えあろみゅーじあむ」コラム「三之助さん、今日も空港ですか？」を執筆
- 2010年（平成22年） 千葉県銚子市の「銚子市ふるさと大使」に任命。
- 2011年（平成23年） 演劇集団キャラメルボックス「降りそそぐ百万粒の雨さえも」方言指導
- 2012年（平成24年） 三省堂 文部科学省認定教科書「現代の国語」指導者用デジタルテキスト 映像提供
- 2021年（令和03年） 茨城県神栖市の「神栖市PR大使」に任命。（出身は隣の銚子市だが、中学生時代に神栖市内の中学校に在籍していたことから。）[1]

### 著書
- 2006年（平成18年） 「オールフライトニッポン」（風濤社）書籍情報: ISBN 4-89219-274-0
- 2006年（平成18年） 「落語「通」検定 粋に楽しむ落語 Yahoo!インターネット検定公式テキスト」（インプレスジャパン）書籍情報: ISBN 4-8443-2335-0
- 2008年（平成20年） 「えほん寄席 馬力全開の巻」（小学館）書籍情報: ISBN 978-4-09-726357-9
- 2008年（平成20年） 「えほん寄席 伸縮自在の巻」（小学館）書籍情報: ISBN 978-4-09-726356-2
- 2008年（平成20年） 「ANAの女性たち オールフライトニッポン2」（風濤社）書籍情報: ISBN 978-4892193101

### DVD
- 2008年（平成20年） 「えほん寄席・馬力全開の巻」（NHKエデュケーショナル）ASIN:B0018AIXVE
- 2008年（平成20年） 「えほん寄席・伸縮自在の巻」（NHKエデュケーショナル）ASIN:B0018AIXVO

### CD
- 2009年（平成21年） 「時そば・まんじゅうこわい~親子できこう 子ども落語集 二~」（コロムビアミュージックエンタテインメント）COCJ35614〜15 ASIN:B001VEH2KU
- 2009年（平成21年） 「決定版！寄席囃子100」（ソニー・ミュージックダイレクト）MHCL-1683〜5 ASIN: B002QI8LC8

### ネット配信
- 2009年（平成21年） 「決定版！寄席囃子100」（ソニー・ミュージックダイレクト） iTunes Storeにて寄席囃子の演奏を担当
- 2013年（平成25年） 三田落語会〜これぞ本寸法！〜その66 iTunes Storeにて高座の音源を配信

### スマホアプリ
- 2014年（平成26年） 「柳家三之助アプリ」 iTunes StoreにてiOS版をリリース
- 2014年（平成26年） 「柳家三之助アプリ」 Google PlayにてAndroid版をリリース